# Apozonalco
Apozonalco är en ort i Mexiko.   Den ligger i kommunen José Joaquín de Herrera och delstaten Guerrero, i den sydöstra delen av landet, 220 km söder om huvudstaden Mexico City. Apozonalco ligger 1 763 meter över havet och antalet invånare är 478.
Terrängen runt Apozonalco är huvudsakligen kuperad, men söderut är den bergig. Runt Apozonalco är det ganska glesbefolkat, med 39 invånare per kvadratkilometer. Närmaste större samhälle är Zoquitlán, 14,7 km söder om Apozonalco. I omgivningarna runt Apozonalco växer huvudsakligen savannskog.